# Critics' Choice Award alla miglior attrice
Il Critics' Choice Award alla miglior attrice (Critics' Choice Movie Award for Best Actress) è un premio cinematografico assegnato annualmente nel corso dei Critics' Choice Awards (in precedenza noti anche come Critics' Choice Movie Awards).

## Vincitori e candidati
I vincitori sono indicati in grassetto.

### Anni 1990
- 1996: Nicole Kidman - Da morire (To Die For)
- 1997: Frances McDormand - Fargo (Fargo)
- 1998: Helena Bonham Carter - Le ali dell'amore (The Wings of the Dove)
- 1999: Cate Blanchett - Elizabeth (Elizabeth)

### Anni 2000
- 2000: Hilary Swank - Boys Don't Cry (Boys Don't Cry)
- 2001
  - Julia Roberts - Erin Brockovich - Forte come la verità (Erin Brockovich)
  - Joan Allen - The Contender (The Contender)
  - Ellen Burstyn - Requiem for a Dream (Requiem for a Dream)
  - Björk - Dancer in the Dark (Dancer in the Dark)
  - Laura Linney - Conta su di me (You Can Count on Me)
- 2002
  - Sissy Spacek - In the Bedroom (In the Bedroom)
  - Nicole Kidman - Moulin Rouge! (Moulin Rouge!)
  - Renée Zellweger - Il diario di Bridget Jones (Bridget Jones's Diary)
- 2003
  - Julianne Moore - Lontano dal paradiso (Far from Heaven)
  - Salma Hayek - Frida (Frida)
  - Nicole Kidman - The Hours (The Hours)
  - Diane Lane - L'amore infedele - Unfaithful (Unfaithful)
- 2004
  - Charlize Theron - Monster (Monster)
  - Jennifer Connelly - La casa di sabbia e nebbia (House of Sand and Fog)
  - Diane Keaton - Tutto può succedere - Something's Gotta Give (Something's Gotta Give)
  - Nicole Kidman - Ritorno a Cold Mountain (Cold Mountain)
  - Samantha Morton - In America - Il sogno che non c'era (In America)
  - Naomi Watts - 21 grammi (21 Grams)
- 2005
  - Hilary Swank - Million Dollar Baby (Million Dollar Baby)
  - Annette Bening - La diva Julia - Being Julia (Being Julia)
  - Catalina Sandino Moreno - Maria Full of Grace (Maria Full of Grace)
  - Imelda Staunton - Il segreto di Vera Drake (Vera Drake)
  - Uma Thurman - Kill Bill: Volume 2 (Kill Bill vol. 2)
  - Kate Winslet - Se mi lasci ti cancello (Eternal Sunshine of the Spotless Mind)
- 2006
  - Reese Witherspoon - Quando l'amore brucia l'anima - Walk the Line (Walk the Line)
  - Joan Allen - Litigi d'amore (The Upside of Anger)
  - Judi Dench - Lady Henderson presenta (Mrs Henderson Presents)
  - Felicity Huffman - Transamerica (Transamerica)
  - Keira Knightley - Orgoglio e pregiudizio (Pride & Prejudice)
  - Charlize Theron - North Country - Storia di Josey (North Country)
- 2007
  - Helen Mirren - The Queen - La regina (The Queen)
  - Penélope Cruz - Volver - Tornare (Volver)
  - Judi Dench - Diario di uno scandalo (Notes on a Scandal)
  - Meryl Streep - Il diavolo veste Prada (The Devil Wears Prada)
  - Kate Winslet - Little Children (Little Children)
- 2008
  - Julie Christie - Away from Her - Lontano da lei (Away from Her)
  - Amy Adams - Come d'incanto (Enchanted)
  - Cate Blanchett - Elizabeth: The Golden Age (Elizabeth: The Golden Age)
  - Marion Cotillard - La vie en rose (La Môme)
  - Angelina Jolie - A Mighty Heart - Un cuore grande (A Mighty Heart)
  - Ellen Page - Juno (Juno)
- 2009
  - Anne Hathaway - Rachel sta per sposarsi (Rachel Getting Married) ex aequo
  - Meryl Streep - Il dubbio (Doubt) ex aequo
  - Kate Beckinsale - Una sola verità (Nothing But the Truth)
  - Cate Blanchett - Il curioso caso di Benjamin Button (The Curious Case of Benjamin Button)
  - Angelina Jolie - Changeling (Changeling)
  - Melissa Leo - Frozen River - Fiume di ghiaccio (Frozen River)

### Anni 2010
- 2010
  - Sandra Bullock – The Blind Side ex aequo
  - Meryl Streep – Julie & Julia ex aequo
  - Emily Blunt – The Young Victoria
  - Carey Mulligan – An Education
  - Saoirse Ronan – Amabili resti (The Lovely Bones)
  - Gabourey Sidibe – Precious
- 2011
  - Natalie Portman – Il cigno nero (Black Swan)
  - Annette Bening – I ragazzi stanno bene (The Kids Are All Right)
  - Nicole Kidman – Rabbit Hole
  - Jennifer Lawrence – Un gelido inverno (Winter's bone)
  - Noomi Rapace – Uomini che odiano le donne (The Girl with the Dragon Tattoo)
  - Michelle Williams – Blue Valentine
- 2012
  - Viola Davis – The Help
  - Elizabeth Olsen – La fuga di Martha (Martha Marcy May Marlene)
  - Meryl Streep – The Iron Lady
  - Tilda Swinton – ...e ora parliamo di Kevin (We Need to Talk About Kevin)
  - Charlize Theron – Young Adult
  - Michelle Williams – Marilyn (My Week with Marilyn)
- 2013
  - Jessica Chastain – Zero Dark Thirty
  - Marion Cotillard – Un sapore di ruggine e ossa (De rouille et d'os)
  - Jennifer Lawrence – Il lato positivo - Silver Linings Playbook (Silver Linings Playbook)
  - Emmanuelle Riva – Amour
  - Quvenzhané Wallis – Re della terra selvaggia (Beasts of the Southern Wild)
  - Naomi Watts – The Impossible
- 2014
  - Cate Blanchett – Blue Jasmine
  - Sandra Bullock – Gravity
  - Judi Dench – Philomena
  - Brie Larson – Short Term 12
  - Meryl Streep – I segreti di Osage County (August: Osage County)
  - Emma Thompson – Saving Mr. Banks
- 2015
  - Julianne Moore – Still Alice
  - Jennifer Aniston – Cake
  - Marion Cotillard – Due giorni, una notte (Deux jours, une nuit)
  - Felicity Jones – La teoria del tutto (The Theory of Everything)
  - Rosamund Pike – L'amore bugiardo - Gone Girl (Gone Girl)
  - Reese Witherspoon – Wild
- 2016 (Gennaio)
  - Brie Larson – Room
  - Cate Blanchett – Carol
  - Jennifer Lawrence – Joy
  - Charlotte Rampling – 45 anni (45 Years)
  - Saoirse Ronan – Brooklyn
  - Charlize Theron – Mad Max: Fury Road
- 2016 (Dicembre)
  - Natalie Portman – Jackie
  - Amy Adams – Arrival
  - Annette Bening – Le donne della mia vita (20th Century Women)
  - Isabelle Huppert – Elle
  - Ruth Negga – Loving - L'amore deve nascere libero (Loving)
  - Emma Stone – La La Land
- 2018
  - Frances McDormand – Tre manifesti a Ebbing, Missouri (Three Billboards Outside Ebbing, Missouri)
  - Jessica Chastain – Molly's Game
  - Sally Hawkins – La forma dell'acqua - The Shape of Water (The Shape of Water)
  - Margot Robbie – Tonya (I, Tonya)
  - Saoirse Ronan – Lady Bird
  - Meryl Streep – The Post
- 2019
  - Glenn Close - The Wife - Vivere nell'ombra (The Wife) ex aequo
  - Lady Gaga - A Star Is Born ex aequo
  - Yalitza Aparicio - Roma
  - Emily Blunt - Il ritorno di Mary Poppins (Mary Poppins Returns)
  - Toni Collette - Hereditary - Le radici del male (Hereditary)
  - Olivia Colman - La favorita (The Favourite)
  - Melissa McCarthy - Copia originale (Can You Ever Forgive Me?)

### Anni 2020
- 2020
  - Renée Zellweger – Judy
  - Awkwafina – The Farewell - Una bugia buona (The Farewell)
  - Cynthia Erivo – Harriet
  - Scarlett Johansson – Storia di un matrimonio (Marriage Story)
  - Lupita Nyong'o – Noi (Us)
  - Saoirse Ronan – Piccole donne (Little Women)
  - Charlize Theron – Bombshell - La voce dello scandalo (Bombshell)
- 2021
  - Carey Mulligan – Una donna promettente (Promising Young Woman)
  - Viola Davis – Ma Rainey's Black Bottom
  - Andra Day – Gli Stati Uniti contro Billie Holiday (The United States vs. Billie Holiday)
  - Sidney Flanigan – Mai raramente a volte sempre (Never Rarely Sometimes Always)
  - Vanessa Kirby – Pieces of a Woman
  - Frances McDormand – Nomadland
  - Zendaya – Malcolm & Marie
- 2022
  - Jessica Chastain – Gli occhi di Tammy Faye (The Eyes of Tammy Faye)
  - Olivia Colman – La figlia oscura (The Lost Daughter)
  - Lady Gaga – House of Gucci
  - Alana Haim – Licorice Pizza
  - Nicole Kidman – A proposito dei Ricardo (Being the Ricardos)
  - Kristen Stewart – Spencer
- 2023
  - Cate Blanchett - Tár
  - Viola Davis -  The Woman King
  - Danielle Deadwyler - Till - Il coraggio di una madre (Till)
  - Margot Robbie - Babylon
  - Michelle Williams - The Fabelmans
  - Michelle Yeoh - Everything Everywhere All at Once
- 2024[1][2]
  - Emma Stone - Povere Creature! (Poor Things)
  - Lily Gladstone -  Killers of the flower moon
  - Sandra Hüller - Anatomia di una caduta (Anatomie d'une chute)
  - Greta Lee - Past Lives
  - Carey Mulligan - Maestro
  - Margot Robbie - Barbie

- 2025[3][4]
  - Demi Moore – The Substance
  - Cynthia Erivo – Wicked (Wicked: Part I)
  - Karla Sofía Gascón – Emilia Pérez
  - Marianne Jean-Baptiste – Hard Truths
  - Angelina Jolie – Maria
  - Mikey Madison – Anora

## Statistiche e record
L’attrice che ha ricevuto il maggior numero di vittorie in questa categoria è Cate Blanchett (3), seguita da Hilary Swank, Meryl Streep, Julianne Moore, Natalie Portman, Frances McDormand e Jessica Chastain (due volte vincitrici). Le più candidate sono Meryl Streep (2 vittorie su 5 candidature) e Nicole Kidman (1 vittoria su 5 candidature).

### Confronto con gli Oscar
È successo negli anni che l'attrice vincitrice del Critics' Choice Award vincesse poi anche il Premio Oscar. È stato il caso del: 1997, 2000, 2001, 2004, 2005, 2006, 2007, 2010, 2011, 2014, 2016, 2018, 2020, 2022 e 2024.